# GUBERNA
GUBERNA is het Belgisch Instituut voor Bestuurders, dat in de eerste plaats deugdelijk bestuur in ondernemingen wil promoten. GUBERNA werd opgericht in 1995. Het vertegenwoordigt een netwerk van meer dan 2.300 leden (bestuurders, CEO's en topmanagers).
GUBERNA is een onafhankelijke organisatie en eveneens een platform voor deugdelijk bestuur in ondernemingen, met plaats voor toegepast onderzoek, informatie, opleidingen voor (toekomstige) bestuurders en de uitwisseling van ervaringen en kennis. 
GUBERNA beschikt over diverse Competentiecentra: het Centrum voor Family Governance, het Governance Centrum voor kmo’s, het Centrum Beursgenoteerde Ondernemingen, het Centrum Shareholder Governance, het Centrum Public Governance en het Centrum voor Social Profit organisaties. GUBERNA schenkt tevens specifieke aandacht aan deugdelijk bestuur in innoverende ondernemingen (Centre for Smart Industries) en ondernemingen gefinancierd met private equity.
GUBERNA heeft ook een leidinggevende rol in de European Confederation of Directors Associations (ecoDa).

## Geschiedenis
Nadat in 1992 in Engeland de "Cadbury-code" voor deugdelijk bestuur bij ondernemingen ontstond, stelde Louis Verbeke, voorzitter van de Vlerick Leuven Gent Management School, voor om in België een instituut op te richten naar het voorbeeld van het Britse Institute of Directors. Daarbij stond een nauwe samenwerking met de school voorop, als garantie voor blijvende aandacht voor wetenschappelijk onderzoek rond het thema.
Het instituut werd als VZW opgericht in 1995, en heet officieel nog steeds het “Instituut voor Bestuurders”. GUBERNA ontstond als naam toen de Nederlandstalige VZW in 2008 fuseerde met de Franstalige ASBL “Association Belge des Administrateurs” (opgericht in 1998). Aanleiding was het besef dat vennootschapswetgeving een federale materie is, die evolueert vanuit Europese directieven, waardoor twee verschillende nationale instituten met eenzelfde doelstelling niet de meest efficiënte oplossing was.
De nieuwe naam komt uit het Latijn, en verwijst naar “bestuur” of “aan het roer staan”.
Het vertegenwoordigt een netwerk van meer dan 2.300 leden (bestuurders, CEO's en topmanagers).